# Willy Schweighöfer
Wilhelm (Willy; auch: Willi) Schweighöfer (* 2. Dezember 1906; † 1980) war ein deutscher Kulturschaffender.

## Leben
Willy Schweighöfer absolvierte zunächst eine kaufmännische Lehre. Anschließend folgten ein Gesangsstudium und von 1927 bis 1929 Schauspielunterricht bei Robert Taube in Frankfurt am Main. Von 1929 bis 1933 hatte er sein erstes Engagement als Schauspieler und Regieassistent an den Städtischen Bühnen Frankfurt/Main.
Danach arbeitete er als freier Schauspieler und absolvierte ein Studium der Theaterwissenschaft und Dramaturgie an der Universität München. 
Von 1937 bis 1942 war er als Schauspieler und Regieassistent am Theater Kaiserslautern verpflichtet. 1942 ging er als Oberspielleiter des Schauspiels an die Vereinigten Bühnen Eger-Franzensbad.
Nach dem Zweiten Weltkrieg war Willy Schweighöfer von 1945 bis zum Ende der Spielzeit 1948/49 Intendant am Neuen Theater (Stadttheater, später Kreistheater) in Wurzen, wo er zugleich die Oberspielleitung für die beiden dort gezeigten Kunstgattungen „Schauspiel“ und „Operette“ führte.
Mit Beginn der Spielzeit 1949/50 wechselte er als Intendant an das Kreistheater in Borna, wo er ebenfalls zugleich wieder die Oberspielleitung innehatte. 1952 gastierte er mit dem Kreistheater Borna im Großen Lindensaal in Markkleeberg mit seiner Inszenierung des Lustspiels Liebe im Schnee. Das Mehrspartentheater erlebte unter der Intendanz von Willy Schweighöfer einen besonderen Aufschwung.
Nach seiner Tätigkeit in Borna folgten weitere Bühnenstationen in Gera, Rudolstadt und Zwickau. Als Spielleiter am Stadttheater Rudolstadt gastierte er 1957 mit dem Theater und seiner Inszenierung von Das Tagebuch der Anne Frank in Jena. Außerdem war er Künstlerischer Leiter des Theaters Crimmitschau.
Von 1963 bis 1980 wirkte er erfolgreich am Landestheater Altenburg als Regisseur und Schauspieler. 1979 wurde er zum Ehrenmitglied des Theaters ernannt. Es war seine letzte Wirkungsstätte.
Willy Schweighöfer heiratete 1956 die Regisseurin Ruth Schweighöfer (1929–1996; geb. Cappeller). Aus der Ehe stammen sein jüngerer Sohn Götz-Gustav Schweighöfer (1960–2021), freischaffender Schauspieler sowie an Theatern in Eisenach, Schwerin, Karlsruhe, Altenburg und zuletzt am Deutsch-Sorbischen Volkstheater in Bautzen tätig. Weitere Söhne sind die Schauspieler Joachim Schweighöfer (1936–2023) und Michael Schweighöfer (* 1952) sowie seine Tochter Uta Schweighöfer (1948–2012). Sein Enkel ist der Schauspieler Matthias Schweighöfer.
Willy Schweighöfer wurde auf dem Friedhof Altenburg beerdigt.

## Veröffentlichungen (Auswahl)
- Drei Jahre Neues Theater, Wurzen, Neukonstituierung als Kreistheater des Landkreises Grimma, 1948.